# King's Cross (Londen)
Kings Cross is een wijk in de deelgemeente Camden in het noordelijke gedeelte van het centrum van Londen. In de wijk is het gelijknamige spoorwegstation gelegen en de wijk kwam in het nieuws naar aanleiding van de terroristische aanslagen van 7 juli 2005.
De wijk was oorspronkelijk een dorpje genaamd Battle Bridge. Deze naam verwees naar een brug die bekend was als de Broad Ford Bridge. Dit was een oude overgang over de rivier de Fleet. De brug zou het toneel zijn geweest van een veldslag tussen de Romeinen en de Iceni geleid door Boudicca die volgens een legende begraven ligt onder perron 9 op het King's Cross Station. Kings Cross kent tevens een prostitutiegebied.

## Geboren
- James Krishna Floyd (1985), acteur